# Chabalina (Tropie)
Chabalina – część wsi Tropie w Polsce, położona w województwie małopolskim, w powiecie nowosądeckim, w gminie Gródek nad Dunajcem.